# Osiris Luna
Osiris Luna Meza (nacido el 8 de febrero de 1989) es un político salvadoreño que actualmente se desempeña como director general de Centros Penales y Viceministro de Justicia y Seguridad Pública. Anteriormente se desempeñó como diputado de la Asamblea Legislativa de El Salvador por el departamento de San Salvador de 2018 a 2019.

## Primeros años
Osiris Luna Meza nació el 8 de febrero de 1989 en El Salvador. Su madre es Alma Yanira Meza Olivares. Luna es miembro de la Gran Alianza por la Unidad Nacional (GANA) y es amigo cercano de Guillermo Gallegos, uno de los miembros más destacados del partido.

## Carrera política temprana
En 2018, Luna fue elegido diputado de la Asamblea Legislativa de El Salvador del departamento de San Salvador como miembro de GANA. Sonia Maritza López Alvarado fue elegida como diputada suplente de Luna.
Como miembro de la Asamblea Legislativa, Luna presentó legislación para modernizar y promover la autosostenibilidad de los centros penitenciarios del país. Fue miembro de cinco comisiones legislativas. También se desempeñó como titular del Plan de Reducción del Hacinamiento Penitenciario como parte de la Dirección General de Centros Penales (DGCP). Previo a la toma de posesión del presidente Nayib Bukele durante la procesión de los diputados de la XII Asamblea Legislativa, Luna fue supuestamente uno de los pocos diputados que la multitud presente aplaudió.

## Director general de Centros Penales
El 4 de junio de 2019, Rogelio Rivas, Ministro de Justicia y Seguridad Pública, nombró a Luna su elección para convertirse en director general de Centros Penales en reemplazo de Orlando Elías Molina Ríos, quien se desempeñaba de manera interina, sin embargo, la Asamblea Legislativa bloqueó su nombramiento. Para eludir a la Asamblea Legislativa, Bukele nombró a Luna como Viceministro de Justicia y Seguridad Pública el 18 de junio de 2019, y que como resultado Luna asumiría el cargo de director general de Centros Penales. Luna renunció como diputado de la Asamblea Legislativa tras su nombramiento. 
Luna se comprometió a "realizar una auditoría los aspectos financieros y laborales" ("hacer una auditoría en el aspecto financiero y de trabajo") dentro de la DGCP y "buscará aclarar" ("buscará esclarecer ") la organización interna de las cárceles del país.
Entre el 25 y el 27 de marzo de 2022, un total de 87 personas fueron asesinadas en El Salvador. La serie de asesinatos llevó a Bukele a pedir una represión de las pandillas a gran escala y un estado de excepción que fue aprobado por la Asamblea Legislativa el 27 de marzo de 2022. Desde el inicio, miles de pandilleros han sido arrestados y Luna aseguró que todos los arrestados durante la represión serían investigados a fondo y que los arrestos realizados no fueron arbitrarios. También afirmó que las personas que fallecieron mientras estaban encarceladas fallecieron por problemas de salud, y agregó que "no se han confirmado muertes dentro de las cárceles que no estén vinculadas a problemas de salud" ("no se ha confirmado ninguna muerte dentro de los centros penales que no estén vinculados al tema de salud").
El 1 de febrero de 2023, Bukele publicó un video en Twitter de él siendo guiado por Luna en un recorrido por el Centro de Confinamiento del Terrorismo (CECOT), una prisión recién construida en Tecoluca con capacidad para 40.000 presos. La prisión fue construida para retener a las personas arrestadas durante la represión de las pandillas. Luna afirmó que los presos serían obligados a trabajar para "compensar por parte del daño que hicieron a la sociedad" y que "todos los terroristas que [causaron] pena y dolor al pueblo salvadoreño cumplirán sus condenas [...] bajo el régimen más severo".
El 3 de noviembre de 2022, Luna anunció que el gobierno había comenzado a destruir las lápidas monumentales de pandilleros fallecidos, tuiteando que "en El Salvador NO hay espacio para los terroristas" y que "los terroristas [pandilleros] no ya no podremos "glorificar" la memoria de los criminales muertos". También publicó imágenes de lápidas destruidas. Aunque las lápidas serían destruidas, el gobierno declaró que los cuerpos de los pandilleros no serían tocados.

## Controversias

### Acusaciones de malversación de fondos públicos
En noviembre de 2019 surgió la polémica porque Luna no reveló cómo pagó un vuelo privado a Los Ángeles, argumentando que solo debe reportar vuelos pagados con fondos públicos. Luego de que se filtrara una imagen de él en un jet privado viajando a México para reunirse con contratistas de seguridad, Luna declaró que viajó hacia y desde México en Avianca El Salvador y que viajó dentro de México en jets privados sin gastos. Unos días después de la declaración de Luna, Bukele agregó que el vuelo de Luna no fue pagado con fondos públicos. En noviembre de 2022, la Policía Nacional Civil inició una investigación contra Luna por sus vuelos de 2019 a México. La Subdirección de Inteligencia Policial alegó que Luna financió el vuelo con fondos públicos.
En septiembre de 2021, Revista Factum alegó que Luna había utilizado ilegalmente 8,5 millones de dólares de fondos de las tiendas de la prisión y que había transferido depósitos de 300 dólares a los presos, el doble del monto del depósito legal. Revista Factum alegó que sus acciones violaron al menos cuatro artículos del Reglamento de la Ley Penitenciaria. Luna negó haber transferido los depósitos. Ese mismo mes, el diario digital El Faro alegó que Luna, su madre , y un empleado de la DGCP había vendido ilegalmente 42,909 paquetes de alimentos que contenían arroz, frijol, maíz y aceite destinados a pacientes de COVID-19 como parte del Programa de Emergencia Sanitaria. El Faro alegó que Luna ganó US$1.609.087,50 por las ventas.
En septiembre de 2023, Cristosal, una organización no gubernamental, solicitó a la Fiscalía General que iniciara una investigación sobre la presunta corrupción y los delitos cometidos como director general de Centros Penales por parte de Luna.

### Acusaciones de negociar con pandillas
En septiembre de 2020, El Faro alegó que Luna y Carlos Marroquín, presidente de la Unidad de Reconstrucción del Tejido Social, habían negociado en secreto con las bandas criminales del país en nombre del gobierno de Bukele. El Faro afirmó que adquirió cuadernos de bitácora que supuestamente mostraban a Luna y Marroquín ingresando a las cárceles de Zacatecoluca e Izalco para reunirse y negociar con líderes de pandillas encarcelados. El Faro alegó que ambos hombres negociaron permitir privilegios carcelarios, derogar leyes antipandillas y transferir guardias penitenciarios específicos que los pandilleros consideraban agresivos a cambio de que las pandillas apoyaran a Nuevas Ideas en las próximas elecciones legislativas de 2021. Bukele negó las acusaciones hechas contra Luna y Marroquín. Luna también negó las acusaciones y afirmó que "no he participado ni participaré en ninguna reunión de este tipo [...] este tipo de actividades no son lo que soy".
En julio de 2021, el Departamento de Estado de los Estados Unidos nombró a Luna entre seis funcionarios del gobierno salvadoreño como corruptos. Su nombre fue agregado a la Lista Engel, un informe que enumera a personas en Centroamérica acusadas de corrupción o socavar la democracia, y posteriormente se le canceló su visa de viaje a los Estados Unidos. El 8 de diciembre de 2021, el Departamento del Tesoro de Estados Unidos sancionó tanto a Luna como a Marroquín, alegando que ambos negociaron en secreto con bandas criminales en El Salvador para reducir la tasa de homicidios del país y apoyar al gobierno a cambio de privilegios para los presos. líderes de pandillas. Tras la instalación de las sanciones contra Luna, el Departamento de Justicia de los Estados Unidos comenzó a preparar acusaciones contra Luna y Marroquín por supuestamente negociar una tregua con las pandillas. Bukele rechazó las sanciones contra Luna y Marroquín como "absurdas" y lo describió como Estados Unidos exigiendo "sumisión absoluta".